# Cowin Xuandu
La Cowin Xuandu est une berline compacte produite par Cowin Auto depuis 2021.

## Aperçu
Fin juillet 2021, la gamme Cowin a été élargie avec une grande berline compacte appelée Xuandu. Pour la développer, la maison mère, Chery, a utilisé la construction de la Chery Arrizo 7 produite de 2013 à 2018, qui a été largement modifiée en termes de visuels.
La Xuandu a des phares de style doux, ainsi qu'une entrée d'air étroite entre eux. La partie arrière de la carrosserie est décorée d'une bande lumineuse caractéristique divisée au point central avec le logo du fabricant. L'habitacle a un nouveau design pour le tableau de bord, avec une console centrale face au conducteur et un écran tactile pour le système multimédia.
Comme d'autres modèles Cowin à bas prix, la Xuandu a été développée pour le marché de la Chine continentale afin de concurrencer les autres voitures compactes. La vente devrait démarrer au troisième trimestre 2021.